# Orgel der Großen Kirche (Leer)
Die Orgel der Großen Kirche (Leer) weist einen gewachsenen Registerbestand aus einem Zeitraum von über vierhundert Jahren auf. Die historische Orgel der Großen Kirche im ostfriesischen Leer ist im Laufe der Zeit immer wieder erweitert worden, wobei ein Grundbestand erhalten blieb. Die zwölf ganz oder teilweise historischen Register gehen zum Teil auf das 16. Jahrhundert zurück. Das Instrument verfügt seit Abschluss der Restaurierung durch Hendrik Ahrend im Jahr 2018 über 48 Register, die auf drei Manuale und Pedal verteilt sind. Sie ist damit die größte Orgel in der Orgellandschaft Ostfriesland.

## Baugeschichte

### Renaissance-Orgel von de Mare 1609

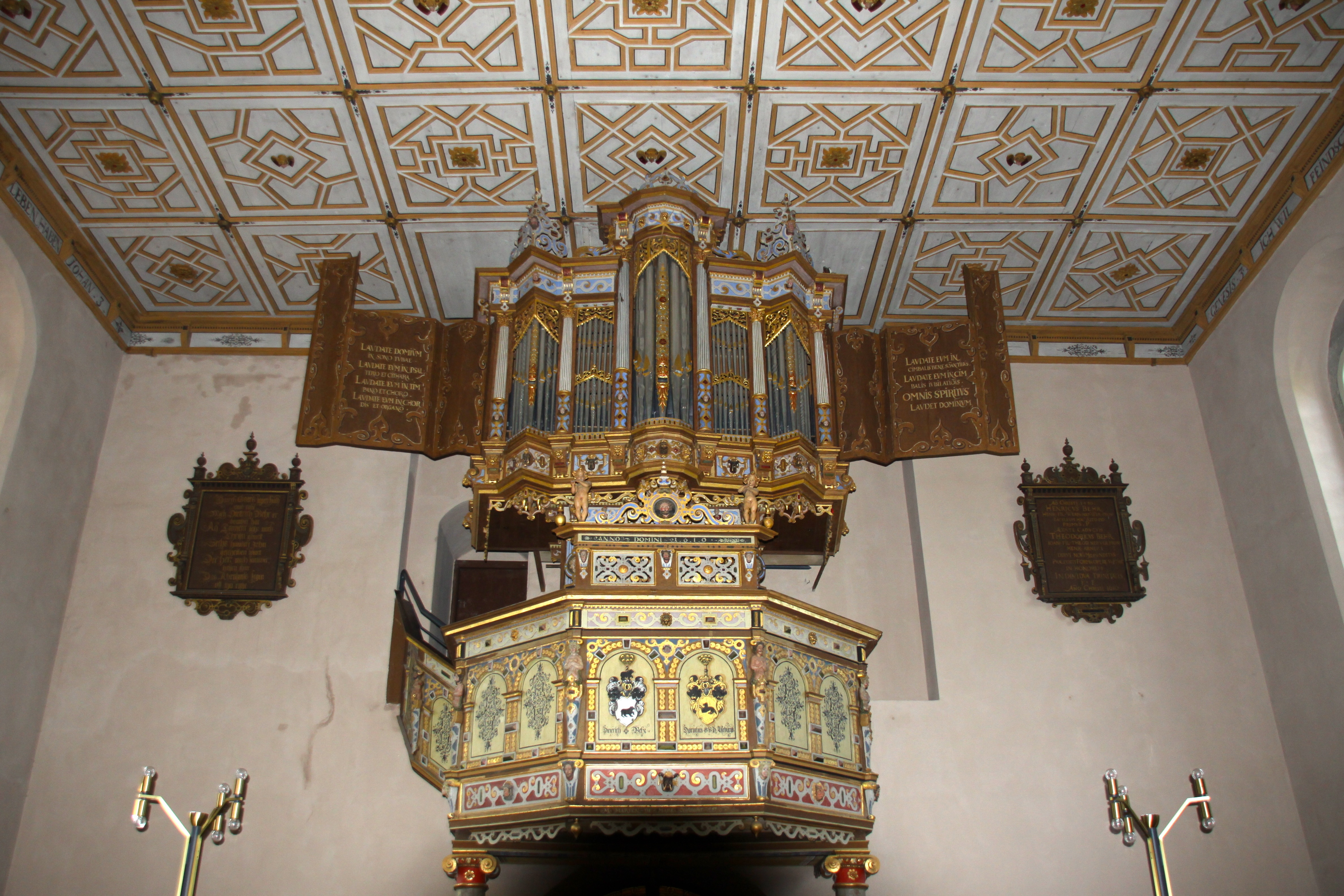
De-Mare-Orgel, heute in Stellichte

Die Geschichte der Orgel hat im Kloster Thedinga ihren Ursprung, für das vermutlich Andreas de Mare um 1570 eine Orgel schuf. Diese vermacht Graf Enno III. 1609 der Reformierten Kirchengemeinde in Leer. Marten de Mare wurde beauftragt, die Klosterorgel abzubauen und in der alten Liudgeri-Kirche in der Nähe des Plytenberges wieder aufzubauen. Der Pastor Wessel Onken konnte in seiner 1763 verfassten Chronik Beschryvink van het oude vlek Leer nicht sagen, ob es sich bei dieser Maßnahme um einen Um- oder Neubau gehandelt hat. Möglicherweise verwendete Marten de Mare die Pfeifen der Klosterorgel für den Umbau in Leer und den Prospekt für einen Orgelneubau in der St.-Georg-Christophorus-Jodokus-Kirche zu Stellichte im Jahre 1610.
Jüngere Untersuchungen am Pfeifenwerk der Leeraner Orgel und an den historischen Prospektpfeifen der Renaissance-Orgel in Stellichte haben die unmittelbare Verwandtschaft beider Orgeln bestätigt, konnten jedoch die These von einer Aufteilung der Klosterorgel weder bestätigen noch widerlegen. Eine unmittelbare Verwandtschaft der beiden Instrumente ist jedoch durch den Vergleich der Pfeifeninskriptionen nachgewiesen worden. Nachgewiesen wurde auch, dass die Orgel der Reformierten Kirche in Leer Pfeifen enthält, die vor 1609 ein Orgelbauer der Familie de Mare schuf und die 1609 Marten de Mare umarbeitete und wiederverwendete.
Rekonstruierte Disposition 1609:
| Manual CDEFGA–g2a2 |     |               |
| Quintadena         | 16′ | bis 1845?     |
| Principal          | 8′  | bis 1766/1855 |
| Rohrflöte          | 8′  |               |
| Quintadena         | 8′  |               |
| Oktav              | 4′  |               |
| Flöte (gedeckt)    | 4′  |               |
| Oktave             | 2′  |               |
| Sesquialtera II    |     |               |
| Mixtur             |     |               |
| Trompete           | 8′  |               |

### Umbau und Erweiterung durch Hinsz 1763–1766
Die ursprünglich kleine Leeraner Orgel wurde im Laufe von vierhundert Jahren zu einer großen Stadtorgel erweitert, ohne dass der Grundbestand erneuert wurde. Für 1685 und 1733–1734 sind Reparaturen belegt, wobei kein Orgelbauer namentlich genannt wird. Möglicherweise waren Joachim Kayser und Johann Friedrich Constabel tätig. Nach 1750 habe Dirk Lohman eine „grand restauration“  durchgeführt, was sich urkundlich aber kaum nachweisen lässt.
Einen eingreifenden Umbau, der nahezu einem Neubau gleichkam, nahm Albertus Antonius Hinsz (1763–1766) vor, der auch ein neues äußeres Gehäuse mit reichem barocken Schnitzwerk schuf, das zum Teil noch erhalten ist. Das innere Tragwerk des Hauptwerks ist wesentlich älter und stammt möglicherweise noch aus der de-Mare-Orgel, deren Proportionen sich noch im Prospekt widerspiegeln. Das neue Rückpositiv umfasste acht Register, die Orgel insgesamt 20 Register.
Disposition 1766:
| Hauptwerk C–c3    |     |        |
| Prinzipal         | 8′  | Hi/Ma? |
| Quintatön         | 16′ | Hi/Ma? |
| Rohrflöte         | 8′  | Ma     |
| Quintatön         | 8′  | Ma     |
| Oktave            | 4′  | Hi/Ma  |
| Quintflöte        | 3′  | Hi     |
| Flöte             | 4′  | Ma/Hi  |
| Oktave            | 2′  | Ma/Hi  |
| Sesquialtera II   |     | Hi     |
| Mixtur III–VI B/D |     | Hi/Ma? |
| Trompete B/D      | 16′ | Hi     |
| Trompete          | 8′  | Ma     |

| Rückpositiv C–c3 |    |    |
| Prinzipal        | 4′ | Hi |
| Gedackt          | 8′ | Hi |
| Flöte            | 4′ | Hi |
| Quintflöte       | 3′ | Hi |
| Waldflöte        | 2′ | Hi |
| Kornett III D    |    | Hi |
| Sesquialtera II  |    | Hi |
| Scharf III       |    | Hi |
| Dulzian          | 8′ | Hi |

| Pedal C–d1 |
| angehängt  |

Anmerkungen A
1. 1 2  Die Registerangaben folgen der Aufstellung auf der Windlade, beginnend mit dem Prinzipal im Prospekt.

Ma = Marten de Mare (1608–1609 und vorher)
Hi = Albertus Anthonius Hinsz (1763–1766)

### Erweiterung durch Höffgen 1845–1850

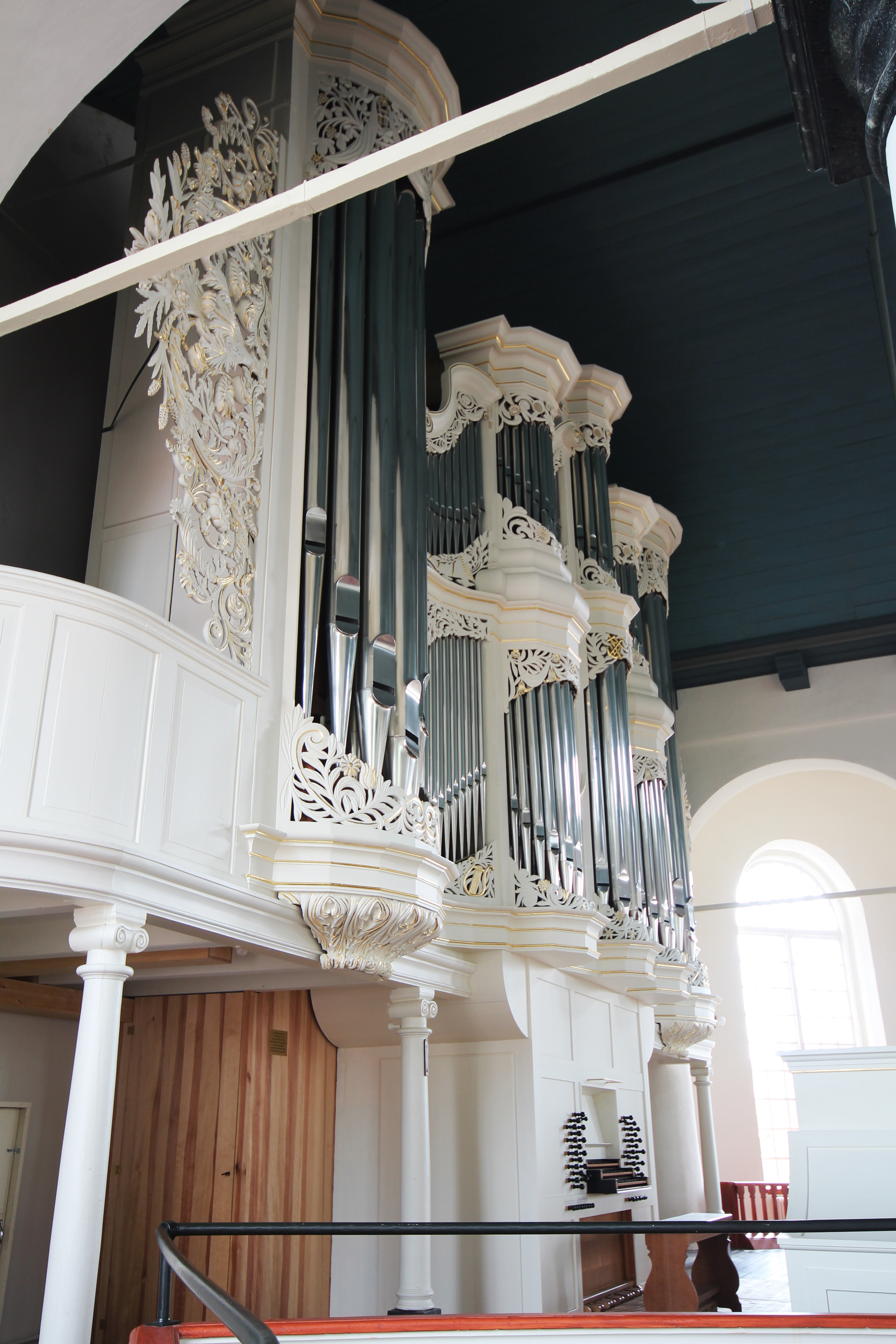
Linker Pedalturm mit Blendflügel von 1845–1850

Johann Friedrich Wenthin überführte 1787 das Instrument nahezu unverändert in die heutige Kirche, die 1785–1787 gebaut wurde. Die durch die Umsetzung durcheinander geratenen kleinen Pfeifen wurden von Wenthin neu geordnet. Reparaturen und Jahrespflegen sind von Hinrich Just Müller (1800–1810), Wilhelm Eilert Schmid (?) (1811) und Herman Eberhard Freytag (1821) belegt.
In den Jahren 1845–1850 fand ein umfassender Erweiterungsumbau durch Wilhelm Caspar Joseph Höffgen und nach seinem Tod im Jahr 1849 durch Brond de Grave Winter und dessen Neffen Johann Visser statt. Höffgen rückte das Gehäuse vor, fügte ein selbstständiges Pedalwerk mit sechs Registern hinzu und setzte das Rückpositiv als Oberwerk mit einem neuen Prinzipal 8′ im Prospekt auf das Hauptwerk, was eine Erneuerung der Traktur nach sich zog. Der Prospekt wurde auf diese Weise erheblich verändert; Emder Bildhauer schufen neues Schnitzwerk. Des Weiteren ersetzte Höffgen einige Register. Die Orgel verfügte nun über 27 Register.
Disposition 1850:
| Hauptwerk C–c3 |     |               |
| Prinzipal      | 8′  | Hö/Wi         |
| Bordun         | 16′ | Hö            |
| Rohrflöte      | 8′  | Ma            |
| Quintatön      | 8′  | Ma            |
| Oktave         | 4′  | Hi/Ma         |
| Quinte         | 3′  | Hö            |
| Flöte          | 4′  | Ma            |
| Oktave         | 2′  | Ma/Hi         |
| Sexquialter II |     | Hi            |
| Mixtur III–VI  |     | Hi/Ma?        |
| Trompete       | 16′ | Hi            |
| Trompete       | 8′  | Ma/Hi/Wenthin |

| Oberwerk C–c3 |    |       |
| Prinzipal     | 8′ | Hö/GW |
| Oktave        | 4′ | Hi    |
| Gedackt       | 8′ | Hi    |
| Flöte         | 4′ | Hi    |
| Quintflöte    | 3′ | Hi    |
| Waldflöte     | 2′ | Hi    |
| Flaute trav.  | 8′ | Hö    |
| Scharf III    |    | Hi    |
| Dulzian       | 8′ | Hi    |

| Pedalwerk C–d1 |     |    |
| Subbass        | 16′ | Hö |
| Prinzipal      | 8′  | Hö |
| Gedackt        | 8′  | Hö |
| Oktave         | 4′  | Hö |
| Posaune        | 16′ | Hö |
| Trompete       | 8′  | Hö |

Ma = Marten de Mare (1608–1609 und vorher)
Hi = Albertus Anthonius Hinsz (1763–1766)
Hö = Wilhelm Höffgen (1845–1849)
GW = Brond de Grave-Winter (1849–1850)

### Ersatz von Registern 1888 und 1924
Entsprechend dem Zeitgeschmack mussten in den folgenden Jahrzehnten aufgrund der Maßnahmen von Gebr. Rohlfing (1888) und Friedrich Klassmeier (1924) weitere alte Register neuen weichen. Johann Diepenbrock (1900) arbeitete an der Traktur. Die 1917 für Rüstungszwecke abgegebenen zinnhaltigen Prospektpfeifen wogen 227 kg und wurden mit 1.770,65 DM erstattet. Sie wurden 1924 von Klassmeier durch Zinkpfeifen ersetzt.
Disposition 1929:
| Hauptwerk C–c3 |     |               |
| Prinzipal      | 8′  | Kl            |
| Bordun         | 16′ | Hö            |
| Rohrflöte      | 8′  | Ma            |
| Quintatön      | 8′  | Ma            |
| Oktave         | 4′  | Hi/Ma         |
| Quinte         | 3′  | Hö            |
| Hohlflöte      | 4′  | Ma            |
| Oktave         | 2′  | Ma            |
| Gamba          | 8′  | Ro            |
| Mixtur IV      |     | Hi/Ro/Ma      |
| Gedackt        | 4′  | Kl            |
| Trompete       | 8′  | Ma/Hi/Wenthin |

| Oberwerk C–c3 |    |    |
| Prinzipal     | 8′ | Kl |
| Oktave        | 4′ | Hi |
| Gedackt       | 8′ | Hi |
| Flaute        | 4′ | Hi |
| Aeolsharfe    | 8′ | Kl |
| Waldflöte     | 2′ | Hi |
| Flaute trav.  | 8′ | Hö |
| Salizional    | 8′ | Kl |
| Oboe          | 8′ | Kl |

| Pedalwerk C–d1 |     |     |
| Subbass        | 16′ | Hö  |
| Prinzipal      | 8′  | Kl  |
| Gedackt        | 8′  | Hö? |
| Oktave         | 4′  | Hö  |
| Posaune        | 16′ | Hö  |
| Trompete       | 8′  | Hö  |

Ma = Marten de Mare (1608–1609 und früher)
Hi = Albertus Anthonius Hinsz (1763–1766)
Hö = Wilhelm Höffgen (1845–1849)
Ro = Gebr. Rohlfing (1888)
Kl = Klassmeier (1923)

### Restaurierung und Erweiterung durch Ott 1953–1955

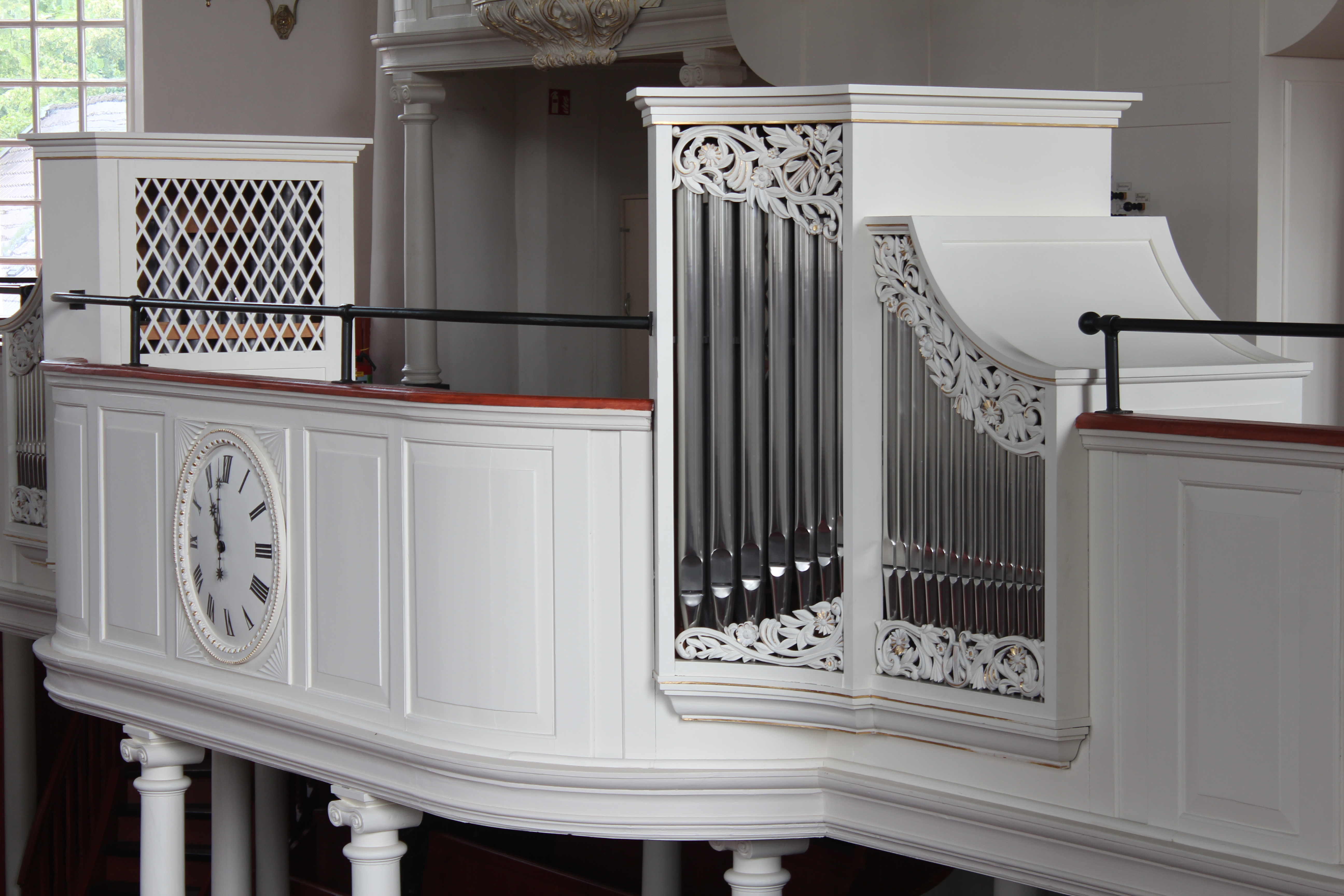
Rechtes Rückpositiv aus den 1950er Jahren

Ungewöhnlich ist der heutige äußere Aufbau mit einem linken und einem rechten Rückpositiv, der auf Paul Ott (1953–1955) zurückgeht. Zuvor (1951) war die Orgelempore zu einer Chorempore umgebaut worden. Ott veränderte auch den Prospekt, vergrößerte die Pedalgehäuse auf 16-Fuß-Höhe und beseitigte einen großen Teil des Schnitzwerks einschließlich der Gehäusebekrönungen. Er schuf den freistehenden Spieltisch mit einer neuen Mechanik und erweiterte den Klaviaturumfang. Höffgens Oberwerksgehäuse stand seitdem leer. Ott übernahm bei seiner Erweiterung der Orgel 19 ältere Register. Die Registerzahl war auf 37 Stimmen angewachsen.

### Konsolidierung durch Ahrend & Brunzema 1963–1971
In verschiedenen Bauabschnitten konsolidierten Ahrend & Brunzema von 1963 bis 1971 die Orgel (zunächst Hauptwerk und Pedal, 1971 die Rückpositive). Alle sieben modernen Zungenregister wurden erneuert, das gesamte Pfeifenwerk neu intoniert, Einzelpfeifen ersetzt, die Windladen überarbeitet und die Windversorgung durch zwei neue Magazinbälge verbessert.
Seit 1971 weist das Instrument folgende Disposition auf:
| I Rückpositiv (links) C–f3 |       |     |
| Gedackt                    | 8′    | Hi  |
| Praestant                  | 4′    | Ott |
| Blockflöte                 | 4′    | Ott |
| Waldflöte                  | 2′    | Hi  |
| Quinte                     | 1 ⁄3′ | Ott |
| Scharff IV–V               |       | Ott |
| Dulcian                    | 8′    | A&B |
| Sordun                     | 16′   | A&B |
| Tremulant                  |       |     |

| II Hauptwerk C–f3 |       |               |
| Praestant         | 8′    | MA/MM/Ott     |
| Quintadena        | 16′   | MA/Ott        |
| Rohrflöte         | 8′    | MA/MM         |
| Oktave            | 4′    | MA/MM/Hi/A&B  |
| Quinte            | 2 ⁄3′ | Hö            |
| Spitzflöte        | 4′    | Ott           |
| Oktave            | 2′    | MA/Hi/Ott     |
| Sesquialtera II   |       | Ro/Ott        |
| Mixtur V–VI       |       | Ott           |
| Terzzimbel III    |       | Ott           |
| Trompete          | 16′   | A&B           |
| Trompete          | 8′    | MA/Hi/Wenthin |

| III Rückpositiv (rechts) C–f3 |       |     |
| Gedackt                       | 8′    | Ott |
| Rohrflöte                     | 4′    | Hi  |
| Rohrnasat                     | 2 ⁄3′ | Ott |
| Praestant                     | 2′    | Ott |
| Tertian II                    |       | Ott |
| Quintcimbel III               |       | Ott |
| Oktave                        | 1′    | Ott |
| Regal                         | 8′    | A&B |
| Tremulant                     |       |     |

| Pedal C–f1    |     |        |
| Offenbass     | 16′ | Ott    |
| Subbass       | 16′ | Hö     |
| Oktave        | 8′  | Ott    |
| Oktave        | 4′  | Hö     |
| Nachthorn     | 2′  | Ma     |
| Mixtur III–IV |     | Kl/Ott |
| Posaune       | 16′ | A&B    |
| Trompete      | 8′  | A&B    |
| Kornett       | 2′  | A&B    |

- Koppeln: II/P, I/P, III/II, I/II.

MA = vermutlich Andreas de Mare (Kloster Thedinga, vor 1609)
MM = Marten de Mare unter Verwendung älterer Stimmen aus dem Kloster Thedinga (1608/1609)
Hi = Albertus Anthonius Hinsz (1763/1766)
Hö = Wilhelm Höffgen, Brond de Grave-Winter (1845–1850)
Ro = Rohlfing (1888)
Kl = Klassmeier (1924)
Ott = Paul Ott (1953–1955)
A&B = Ahrend & Brunzema (1963–1971)
Anmerkungen B
1. ↑  Altmaterial
2. ↑  Ab dis0 aus diversen Pfeifenreihen zusammengestellt
3. ↑  gis1–a2 de Mare und 18. Jh. aus Oktave 4′
4. ↑  cs0–f3 de Mare, Einzeltöne Hinsz
5. ↑  C–c3 de Mare vor 1609 / Änderung 1609
6. ↑  Um 2 Halbtöne aufgerückt
7. ↑  Neu, teilweise altes Material von Hinsz (foliiert)
8. ↑  C–f1 de Mare / Umarbeitung Hinsz
9. ↑  2 2⁄3′-Chor aus Gamba 8′ Rohlfing
10. ↑  C–c3 Kehlen de Mare, Becher 18. Jh.
11. ↑  Ott-Umarbeitung aus HW Hohlflöte 4′

### Restaurierung durch Hendrik Ahrend 2014–2018

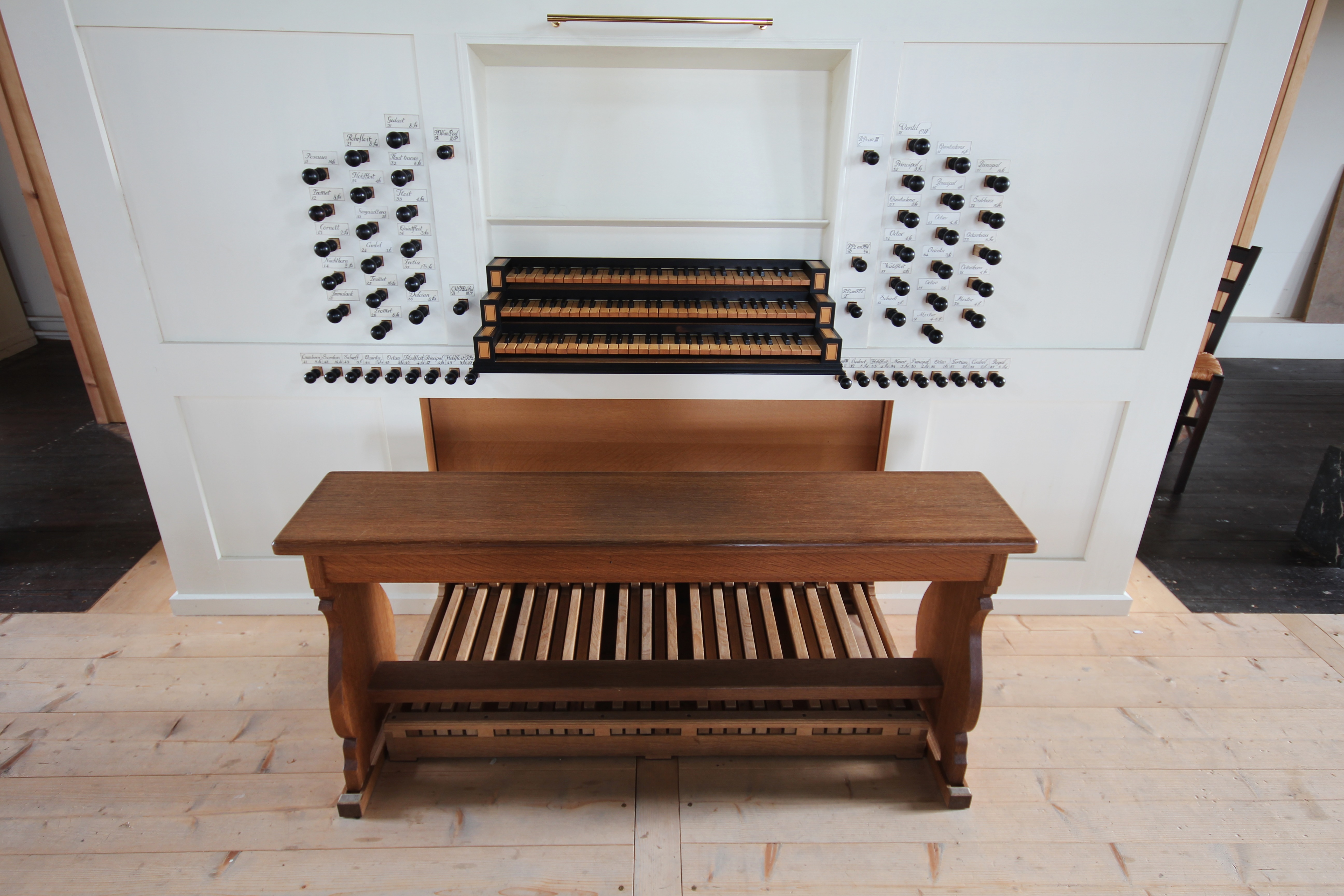
Neuer Spieltisch von Hendrik Ahrend

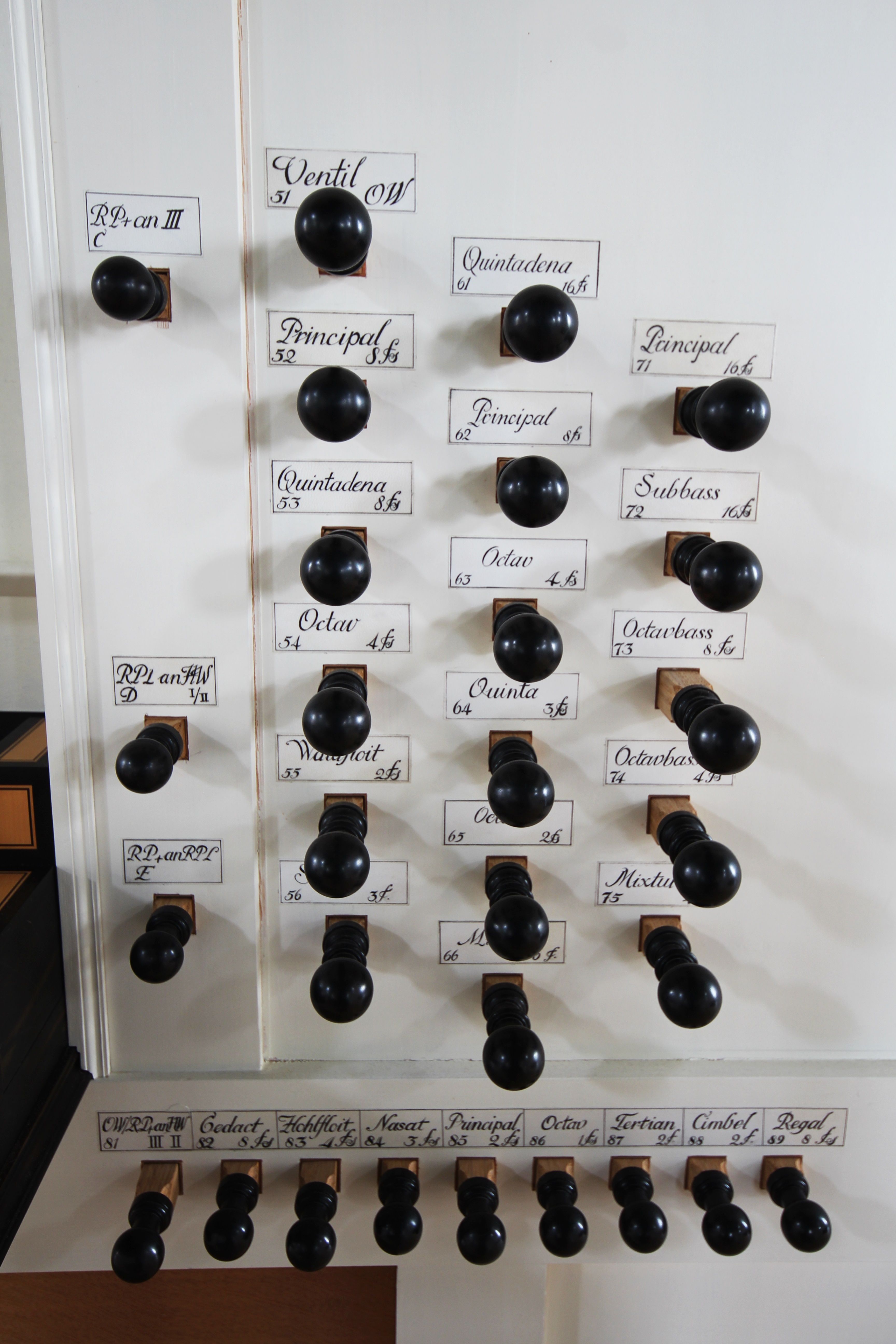
Registerzüge an der rechten Seite

LKMD Winfried Dahlke, Leiter des Organeum (Weener) und Organist an der Großen Kirche, inventarisierte die Tonbuchstaben auf dem alten Pfeifenbestand im Rahmen eines wissenschaftlichen Projekts (2006–2008) und erstellte in Zusammenarbeit mit Jürgen Ahrend eine Dokumentation der Forschungsergebnisse und der Baugeschichte der Orgel. Diese Untersuchung bildete die Grundlage für die Restaurierung, für die sich der Kirchenbauverein der Großen Kirche einsetzte. Angesichts des gewachsenen Bestandes war eine Rekonstruktion auf einen bestimmten früheren Zustand nicht sinnvoll, sodass eine Konservierung des historischen Materials angestrebt wurde und nur spätere mangelhafte Veränderungen rückgängig gemacht werden sollten. Eine internationale Expertengruppe beriet auf einer Orgelkonferenz im Januar 2012 über ein mögliches Restaurierungskonzept.
Die Restaurierung wurde in zwei Bauabschnitten durchgeführt. Von 2014 bis 2015 wurden die schwergängige mechanische Traktur erneuert und die Spielanlage im Untergehäuse rekonstruiert sowie die Anlage des leerstehenden Oberwerks zum Ausbau vorbereitet. Ahrend sanierte das teils im Kern barocke Gehäuse und die Schleierbretter und reich gestalteten Blendflügel von 1845–1850. Hierfür lagen Spenden und öffentliche Fördermittel in Höhe von € 210.000 vor. In einem zweiten Bauabschnitt wurden von 2016 bis 2018 für € 600.000 das historische Pfeifenwerk mit 2500 Pfeifen restauriert, die aufgrund des erhöhten Winddrucks angelängt werden mussten. Ahrend erneuerte alle Prospektpfeifen aus reinem Zinn, fertigte die Windladen des Rückpositivs neu an und rekonstruierte die ursprüngliche Windanlage mit vier Keilbälgen. Für das Oberwerk, das elf Register mit insgesamt etwa 800 Pfeifen umfasst, wurden die Windlade und acht Register rekonstruiert und drei Register von Hinsz und Höffgen übernommen. Oberwerk und rechtes Rückpositiv sind vom dritten Manual spielbar. Alle minderwertigen Register, die zwischen 1888 und 1955 entstanden, darunter etwa 20 Ott-Register, wurden durch neue Register im historischen Stil ersetzt. Seit 2018 lehnen sich die Registernamen an die Schreibweise der Register der Orgel der Norder Ludgerikirche an. Während der Restaurierungsmaßnahmen blieb die Orgel in Teilen spielbar.

## Disposition ab 2018
| I Rückpositiv (links) C–f3 |       |     |
| Hohlfloit                  | 8′    | HA  |
| Principal                  | 4′    | HA  |
| Blockfloit                 | 4′    | HA  |
| Octav                      | 2′    | HA  |
| Quinte                     | 1 ⁄2′ | HA  |
| Scharff III                |       | HA  |
| Sordun                     | 16′   | A&B |
| Crumhorn                   | 8′    | A&B |

| II Hauptwerk C–f3 |     |               |
| Quintadena        | 16′ | MA/HA         |
| Principal         | 8′  | HA            |
| Rohrfloit         | 8′  | MA/MM/HA      |
| Oktav             | 4′  | MA/MM/Hi/HA   |
| Hohlfloit         | 4′  | HA/MA         |
| Quinta            | 3′  | Hö/HA         |
| Oktav             | 2′  | MA/Hi/HA      |
| Sesquialtera II   |     | HA            |
| Mixtur IV–VI      |     | HA            |
| Cimbel III        |     | HA            |
| Trommet           | 16′ | A&B           |
| Trommet           | 8′  | MA/Hi/Wenthin |

| III Rückpositiv (rechts) C–f3 |        |     |
| Gedact                        | 8′     | HA  |
| Hohlfloit                     | 4′     | HA  |
| Nasat                         | 3′     | HA  |
| Principal                     | 2′     | HA  |
| Oktave                        | 1′     | HA  |
| Tertian II                    | 1 3⁄5′ | HA  |
| Cimbel II                     |        | HA  |
| Regal                         | 8′     | A&B |

| III Oberwerk C–f3 |        |       |
| Principal         | 8′     | HA    |
| Gedact            | 8′     | Hi    |
| Flaut travers     | 8′     | HA    |
| Quintadena        | 8′     | HA    |
| Oktav             | 4′     | HA    |
| Floit             | 4′     | Hö/HA |
| Quintfloit        | 3′     | HA    |
| Waldfloit         | 2′     | Hi/HA |
| Tertia D          | 1 3⁄5′ | HA    |
| Scharff III       |        | HA    |
| Dulcian           | 8′     | HA    |

| Pedal C–f1 |     |       |
| Principal  | 16′ | HA    |
| Subbass    | 16′ | Hö/HA |
| Oktave     | 8′  | HA    |
| Oktavbass  | 4′  | Hö/HA |
| Nachthorn  | 2′  | HA    |
| Mixtur IV  |     | HA    |
| Posaun     | 16′ | A&B   |
| Trommet    | 8′  | A&B   |
| Cornett    | 2′  | A&B   |

- Koppeln: I/II, III/I, III/II, I/P, II/P, III/P

MA = vermutlich Andreas de Mare (Kloster Thedinga, vor 1609)
MM = Marten de Mare, unter Verwendung älterer Stimmen aus dem Kloster Thedinga (1608/1609)
Hi = Albertus Anthonius Hinsz (1763/1766)
Hö = Wilhelm Höffgen, Brond de Grave-Winter (1845–1850)
A&B = Ahrend & Brunzema (1963–1971)
HA = Hendrik Ahrend (2014–2018)
Anmerkungen C
1. ↑  C–c3 de Mare vor 1609 / Änderung 1609
2. ↑  C–f1 de Mare / Umarbeitung Hinsz
3. ↑  C–c3 Kehlen de Mare, Becher 18. Jh.
4. ↑  Ab dis0 aus diversen Pfeifenreihen zusammengestellt

## Technische Daten
- 48 Register, drei Manuale und Pedal
- Windversorgung:
  - Winddruck: 75 mmWS
  - Vier Keilbälge (Ahrend)
- Traktur:
  - Tontraktur: Mechanisch
  - Registertraktur: Mechanisch
- Windversorgung:
  - Windladen Hauptwerk von Hinsz
  - Windladen Pedalwerk von Höffgen
  - Windladen Rückpositive und Oberwerk von Hendrik Ahrend
- Stimmung:
  - Stimmtonhöhe: a1 = 440 Hz bei 16 °C
  - Wohltemperierte Stimmung nach der Snitger & Freytag-Orgel in Bellingwolde (1797)

## Bedeutung
Innerhalb der Orgellandschaft Ostfriesland mit ihrem reichen Orgelbestand aus sechs Jahrhunderten stellt die Orgel in Leer nach der gotischen Orgel der Rysumer Kirche das zweitälteste Instrument dar. Eingreifende Umbauten haben zwar die äußere Gestalt mehrfach stark verändert, ein Grundbestand an alten Pfeifen wurde aber jeweils übernommen. Der gewachsene Zustand der Leeraner Orgel umfasst Pfeifen aus dem 16., 17., 18., 19., 20. und 21. Jahrhundert. Zwölf historische Register sind ganz oder teilweise erhalten, sieben Zungenregister wurden von Ahrend & Brunzema (1971) übernommen und 13 Register von Hendrik Ahrend rekonstruiert sowie 16 im historischen Stil ergänzt. Sie ist das einzige Werk von Hinsz auf deutschem Boden. Nach Abschluss der Restaurierung im Jahr 2018 ist sie maßgeblich durch den barocken Stil geprägt. Mit 48 Registern, die auf vier Manualwerke und Pedal verteilt sind, ist sie die größte Stadtorgel in Ostfriesland.
Im Sommer finden regelmäßig Orgelkonzerte im Rahmen des „Internationalen Leeraner Orgelsommers“ in der Großen Kirche statt.